# Collines de Pandivere
Les collines de Pandivere (en estonien : Pandivere kõrgustik) sont la plus grande chaîne de collines d'Estonie. Son nom vient du village de Pandivere, situé sur le territoire de la commune de Väike-Maarja dans le comté de Viru-Ouest.
Ce massif karstique, qui appartient aux croupes lacustres de la Baltique, s'étend d'une zone comprise entre les villes de Rakvere et Paide au nord et le lac Võrtsjärv au sud. Il se compose principalement de roches calcaires et présente un réseau hydrographique essentiellement souterrain (rivières souterraines) et un sous-sol creusé de nombreuses cavités.

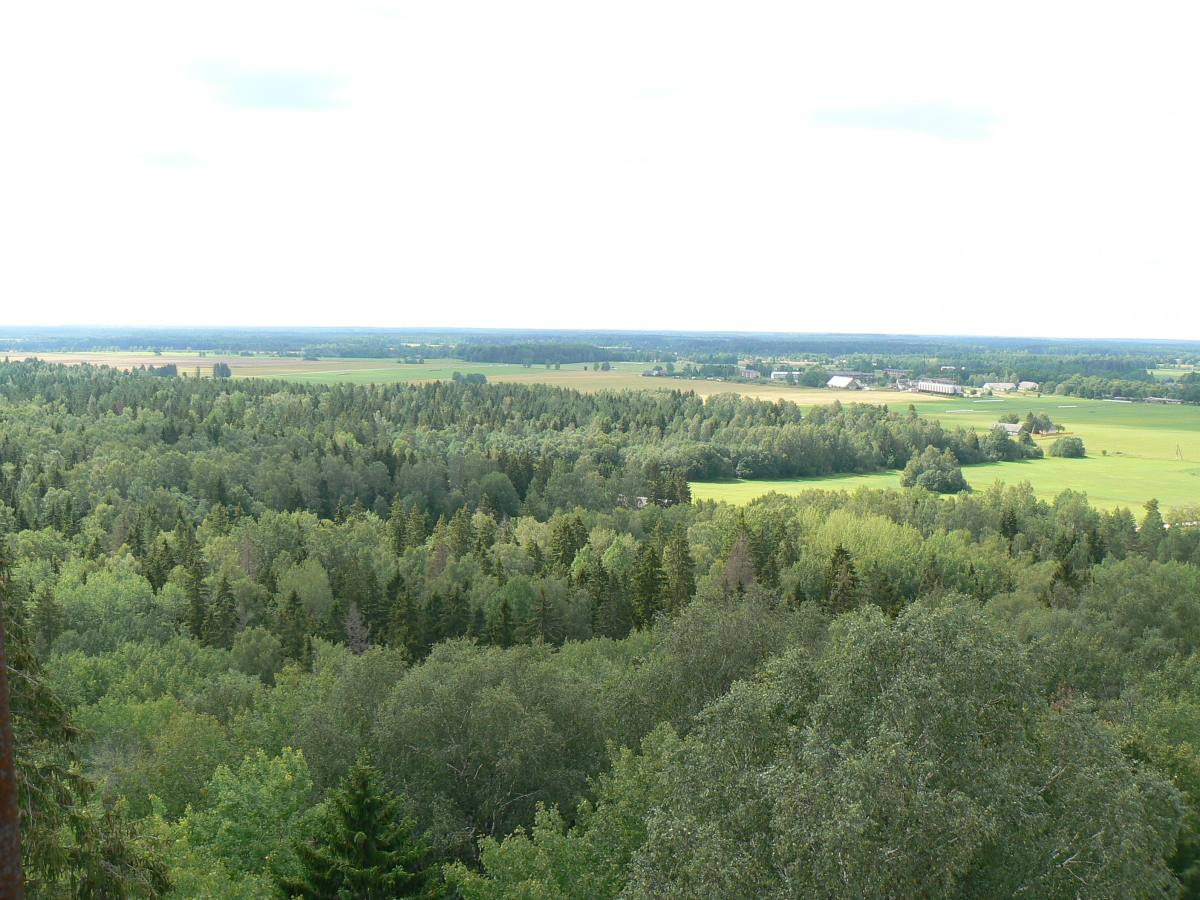
Vue de la colline d'Ebavere.

Ses points culminant sont l'Emumägi (166 m), le Kellavere Mägi (156 m) et l'Ebavere Mägi (146 m).
Plusieurs lacs se situent dans le massif, notamment les lac Selja et de Porkuni.

## Sources
- (de) Cet article est partiellement ou en totalité issu de l’article de Wikipédia en allemand intitulé « Höhenzug Pandivere » (voir la liste des auteurs).

- (et) Cet article est partiellement ou en totalité issu de l’article de Wikipédia en estonien intitulé « Pandivere kõrgustik » (voir la liste des auteurs).